# Papua Nya Guineas damlandslag i fotboll
Papua Nya Guineas damlandslag i fotboll representerar Papua Nya Guinea i fotboll på damsidan. Dess förbund är Papua New Guinea Football Association.